# Творожково (Псковская область)
Творо́жково  — деревня в Струго-Красненском районе Псковской области России. Входит в состав сельского поселения «Марьинская волость».

## География
Находится на северо-востоке региона, в центральной части района, в лесной местности около оз. Творожковское и Шаловское.
Уличная сеть не развита.

## История
Первое упоминание населённого пункта на этом месте относится к 1748 году, как новопоселённое усадище Дворошково Быстреевского погоста.
В 1941—1944 гг. деревня находилась под фашистской оккупацией войсками Гитлеровской Германии.
С образованием Стругокрасненского района с 1927 до 1995 года деревня входила в Симанологский сельсовет, с января 1995 до января 2010 года — в Симанологскую волость. 
С 1 января 2010 года с упразднением Симанологской волости деревня входит в Марьинскую волость.

## Население
| 2001 | 2002 | 2010 | 2011 |
| ---- | ---- | ---- | ---- |
| 38   | ↗52  | ↘20  | ↗23  |

## Инфраструктура
Несколько монастырей.

## Транспорт
Деревня доступна по автодороге местного значения «Струги Красные — Зовка» (58К-578).